# Idris Fredison
Idris Fredison is een Surinaams onderzoeker, onderwijzer, bestuurder en politicus. Hij deed onderzoeksprojecten voor verschillende instituten in de natuurreservaten Brownsberg en Galibi en is onderwijzer in het voortgezet onderwijs. Van de politieke partij DOE was hij lid van het hoofdbestuur en kandidaat tijdens de verkiezingen van 2015. Daarna werd hij lid van de APS en vervolgens an PRO.

## Biografie
Fredison is afkomstig uit het dorp Matta in Para. Hij werkte van 2007 tot 2017 voor de Stichting Natuurbehoud Suriname (STINASU), de Amerikaanse New Jersey Audubon Society en het Suriname Coastal Protected Areas Management Project (UNDAP) als natuuronderzoeker in de natuurreservaten Brownsberg en Galibi. Daarnaast is hij docent biologie, aardrijkskunde en geschiedenis: vanaf 2012 voor het Bureau Nijverheids Onderwijs (BNO) en sinds 2019 voor het Bureau Voortgezet Onderwijs Junioren (BVOJ). Ondertussen studeerde hij van 2015 tot 2017 biologie aan het Instituut voor de Opleiding van Leraren (IOL). Daarnaast kreeg hij in 2016 trainingen in misdaadpreventie van het Pan-Amerikaans Ontwikkelingsfonds (PADF).
In 2019 was hij een van de trainers van het Indigenous Navigator Initiative dat gecoördineerd wordt door de Vereniging Inheemse Dorpshoofden Suriname (VIDS). Het project heeft tot doel om de ontwikkeling van inheemse Surinamers te bevorderen op het gebied van sociale bescherming, duurzame ontwikkeling en mensenrechten.
Hij was lid van de politieke partij Democratie en Ontwikkeling in Eenheid (DOE) en kandideerde vergeefs voor De Nationale Assemblée (DNA) tijdens de verkiezingen van 2015. Daarnaast was hij ondervoorzitter in het bestuur van Jong-DOE en trad hij in maart 2018 toe tot het hoofdbestuur van DOE.
Hierna stapte hij over naar de Amazone Partij Suriname (APS). De partij werkte tijdens de verkiezingen van 2020 samen met de Partij voor Recht en Ontwikkeling (PRO). Fredison kandideerde op de gezamenlijke lijst voor een zetel in DNA. De partijcombinatie verwierf echter geen zetels.
Tijdens de verkiezingen van 2025 stond hij op nummer 43 van de lijst van de A20, dat een samenwerkingslijst is van A20, DOE en PRO.